# AFC Champions League 2002-03
De AFC Champions League 2003 was de eerste editie van dit voetbaltoernooi voor clubs. Het toernooi was de opvolger van het Asian Club Championship (Aziatisch Kampioenschap voor landskampioenen) en de Aziatische beker voor bekerwinnaars. Het toernooi werd gewonnen door Al Ain FC door in de finale BEC Tero Sasana over twee wedstrijden (2-0, 0-1) te verslaan.

## Kwalificatie

### Eerste ronde
West-Azië
De wedstrijden werden op 13 en 28 augustus 2002 gespeeld.
| Team 1                | Tot.   | Team 2               | 1e wedstr. | 2e wedstr. |
| --------------------- | ------ | -------------------- | ---------- | ---------- |
| Al-Wahadat Club Amman | 3-2    | Al-Nejmeh Beiroet    | 3-2        | 0-0        |
| Al-Asqa               | n.g. * | Zhashtyk AA Kara-Suu |            |            |
| Al-Ansar Beiroet      | n.g. * | Al-Nasr Salalah      |            |            |

* n.g. = niet gespeeld; Al-Asqa en Al-Nasr Salalah trokken zich terug 

### Tweede ronde
West-Azië
De wedstrijden werden tussen 10 en 27 september 2002 gespeeld.
| Team 1               | Tot.    | Team 2                | 1e wedstr. | 2e wedstr. |
| -------------------- | ------- | --------------------- | ---------- | ---------- |
| Pakhtakor Tasjkent   | 4-3     | Al-Wahadat Club Amman |            |            |
| Zhashtyk AA Kara-Suu | 0-4     | Al-Ahli Sanaa         | 0-2        | 0-2        |
| Al-Ansar Beiroet     | 1-3     | Al-Faisaly Amman      | 1-0        | 0-3        |
| Al-Ahli Dubai        | 3-3 (u) | Al Kuwait Kaifan      | 2-0        | 1-3        |
| Kopetdag Aşgabat     | n.g. *  | Al-Sadd Doha          |            |            |
| Busaiteen            | n.g. ** | Al-Jaish Damascus     |            |            |
| Al-Qods              | n.g. ** | Bahrein Riffa Club    |            |            |
| Al-Ittihad Aleppo    | n.g. ** | FK Choedzjand         |            |            |

* n.g. = niet gespeeld; Kopetdag Aşgabat trok zich terug
** n.g. = niet gespeeld; Busaiteen, Bahrein Riffa Club en FK Choedzjand werden uitgesloten van deelname
Oost-Azië
De wedstrijden werden tussen 10 en 22 september 2002 gespeeld.
| Team 1                 | Tot. | Team 2      | 1e wedstr. | 2e wedstr. |
| ---------------------- | ---- | ----------- | ---------- | ---------- |
| Sri Lanka Air Force FC | 2-3  | New Radiant | 1-1        | 1-2 nv     |
| Saunders SC            | 1-7  | Mohun Bagan | 0-2        | 1-5        |
| Churchill Brothers SC  | vrij |             |            |            |
| DPMM                   | vrij |             |            |            |
| Monte Carlo            | vrij |             |            |            |
| Persita Tangerang      | vrij |             |            |            |
| Petrokimia Putra       | vrij |             |            |            |
| Home United FC         | vrij |             |            |            |

### Derde ronde
West-Azië
De heenwedstrijden werden op 8 oktober 2002 gespeeld, de terugwedstrijden op 23 oktober.
| Team 1            | Tot.    | Team 2                 | 1e wedstr. | 2e wedstr. |
| ----------------- | ------- | ---------------------- | ---------- | ---------- |
| Al-Sadd Doha      | 3-2     | Al-Zawraa Bagdad       | 1-1        | 2-1 nv     |
| Esteghlal FC      | 3-0     | Al-Faisaly Amman       | 2-0        | 1-0        |
| Al-Ahli Dubai     | 5-4     | Al-Ahli Djedda         | 3-2        | 2-2        |
| Al-Ahli Sanaa     | 1-8     | FK Neftchi Fergona     | 1-2        | 0-6        |
| Al-Ittihad Doha   | 4-6     | Pakhtakor Tasjkent     | 4-3        | 0-3        |
| Al-Ittihad Aleppo | 1-5     | Al-Arabi Koeweit       | 1-1        | 0-4        |
| Al-Qods           | n.g. *  | Nisa Aşgabat           |            |            |
| Al-Jaish Damascus | n.g. ** | Regar-TadAZ Tursunzoda |            |            |

* n.g. = niet gespeeld; Al-Qods trok zich terug
** n.g. = niet gespeeld; Regar-TadAZ Tursunzoda werd uitgesloten van deelname
Oost-Azië
De heenwedstrijden werden op 6, 8, en 11 oktober 2002 gespeeld, de terugwedstrijden op 22, 23 en 25 oktober .
| Team 1                | Tot. | Team 2             | 1e wedstr. | 2e wedstr. |
| --------------------- | ---- | ------------------ | ---------- | ---------- |
| South China AA        | 3-2  | Home United FC     | 2-1        | 1-1        |
| Shimizu S-Pulse       | 7-0  | New Radiant        | 7-0        | 0-0        |
| Churchill Brothers SC | 2-1  | Cang Saigon        | 2-0        | 0-1        |
| Geylang United        | 7-0  | DPMM               | 3-0        | 4-0        |
| Mohun Bagan           | 5-2  | Club Valencia Malé | 2-2        | 3-0        |
| Petrokimia Putra      | 4-6  | Shanghai Shenhua   | 3-1        | 1-5        |
| Monte Carlo           | 1-8  | Daejeon Citizen    | 1-5        | 0-3        |
| Persita Tangerang     | 0-1  | Osotspa FC         | 0-1        | 0-0        |

### Vierde ronde
De acht winnaars kwalificeerden zich voor het hoofdtoernooi.
West-Azië
De heenwedstrijden werden op 13 november 2002 gespeeld, de terugwedstrijden op 27 november.
| Team 1             | Tot.         | Team 2             | 1e wedstr. | 2e wedstr. |
| ------------------ | ------------ | ------------------ | ---------- | ---------- |
| Al-Jaish Damascus  | 2-2 ns (1-4) | Al-Sadd Doha       | 1-1        | 1-1        |
| Esteghlal FC       | 2-2 (u)      | FK Neftchi Fergona | 1-0        | 1-2        |
| Pakhtakor Tasjkent | 4-2          | Al-Ahli Dubai      | 3-2        | 1-0        |
| Nisa Aşgabat       | n.g. *       | Al-Arabi Koeweit   |            |            |

* n.g. = niet gespeeld; Al-Arabi Koeweit trok zich terug
Oost-Azië
De heenwedstrijden werden op 12 en 13 november 2002 gespeeld, de terugwedstrijden op 26 en 27 november.
| Team 1                | Tot. | Team 2          | 1e wedstr. | 2e wedstr. |
| --------------------- | ---- | --------------- | ---------- | ---------- |
| Daejeon Citizen       | 8-1  | Mohun Bagan     | 6-0        | 2-1        |
| Shanghai Shenhua      | 5-1  | Geylang United  | 3-0        | 2-1        |
| South China AA        | 1-8  | Shimizu S-Pulse | 0-5        | 1-3        |
| Churchill Brothers SC | 4-7  | Osotspa FC      | 1-1        | 3-6        |

## Hoofdtoernooi

### Deelname
Acht clubs waren rechtstreeks geplaatst voor het hoofdtoernooi en via de kwalificatie plaatsten zich ook acht clubs zich voor het hoofdtoernooi:
Rechtstreeks
| Al-Talaba Bagdad | Al-Hilal Riyad  | Al Ain FC             | Persepolis FC   |
| Dalian Shide     | Kashima Antlers | Seongnam Ilhwa Chunma | BEC Tero Sasana |

Via kwalificatie
| Al-Sadd Doha     | Esteghlal FC    | Pakhtakor Tasjkent | Nisa Aşgabat |
| Shanghai Shenhua | Shimizu S-Pulse | Daejeon Citizen    | Osotspa FC   |

### Groepsfase

#### Groep A
| Team                | Pts | Pld | W | D | L | GF | GA | GD |
| ------------------- | --- | --- | - | - | - | -- | -- | -- |
| 1. BEC Tero Sasana  | 7   | 3   | 2 | 1 | 0 | 6  | 3  | +3 |
| 2. Daejeon Citizen  | 6   | 3   | 2 | 0 | 1 | 3  | 3  | 0  |
| 3. Shanghai Shenhua | 3   | 3   | 1 | 0 | 2 | 6  | 7  | −1 |
| 4. Kashima Antlers  | 1   | 3   | 0 | 1 | 2 | 5  | 7  | −2 |

|               |                  |     |                                   |                                                                                  |
| 10 maart 2003 | Shanghai Shenhua | 1–2 | Daejeon Citizen                   | Suphachalasai Stadium, Bangkok Toeschouwers: 8.000 Scheidsrechter: Masoud Moradi |
| 10 maart 2003 | Luo Xiao 85'     |     | Han Jung-Kook 8' Kim Eun-Jung 44' | Suphachalasai Stadium, Bangkok Toeschouwers: 8.000 Scheidsrechter: Masoud Moradi |

|               |                                  |     |                          |                                                                                     |
| 10 maart 2003 | Kashima Antlers                  | 2–2 | BEC Tero Sasana          | Suphachalasai Stadium, Bangkok Toeschouwers: 10.000 Scheidsrechter: Al Hamdan Naser |
| 10 maart 2003 | Tomoyuki Hirase 21' Fernando 77' |     | Wuttiya Yongant 76', 90' | Suphachalasai Stadium, Bangkok Toeschouwers: 10.000 Scheidsrechter: Al Hamdan Naser |

|               |                                                 |     |                                                       |                                                                                   |
| 12 maart 2003 | Kashima Antlers                                 | 3–4 | Shanghai Shenhua                                      | Suphachalasai Stadium, Bangkok Toeschouwers: 6.000 Scheidsrechter: Balu Sundarraj |
| 12 maart 2003 | Takeshi Aoki 24' Fernando 56' Takuya Nozawa 90' |     | Yang Guang 1' Zhang Yuning 11' Saúl Martínez 31', 87' | Suphachalasai Stadium, Bangkok Toeschouwers: 6.000 Scheidsrechter: Balu Sundarraj |

|               |                 |                                          |                 |                                                                                    |
| 12 maart 2003 | Daejeon Citizen | 0–2                                      | BEC Tero Sasana | Suphachalasai Stadium, Bangkok Toeschouwers: 16.000 Scheidsrechter: Anura De Silva |
| 12 maart 2003 |                 | Panai Kongpahan 14' Therdsak Chaiman 73' |                 | Suphachalasai Stadium, Bangkok Toeschouwers: 16.000 Scheidsrechter: Anura De Silva |

|               |                                            |     |                   |                                                                                     |
| 14 maart 2003 | BEC Tero Sasana                            | 2–1 | Shanghai Shenhua  | Suphachalasai Stadium, Bangkok Toeschouwers: 20.000 Scheidsrechter: Al Hamdan Naser |
| 14 maart 2003 | Jatupong Thongsuk 27' Therdsak Chaiman 85' |     | Saúl Martínez 58' | Suphachalasai Stadium, Bangkok Toeschouwers: 20.000 Scheidsrechter: Al Hamdan Naser |

|               |                     |     |                 |                                                                                   |
| 14 maart 2003 | Daejeon Citizen     | 1–0 | Kashima Antlers | Suphachalasai Stadium, Bangkok Toeschouwers: 10.000 Scheidsrechter: Masoud Moradi |
| 14 maart 2003 | Coly Papa Oumar 87' |     |                 | Suphachalasai Stadium, Bangkok Toeschouwers: 10.000 Scheidsrechter: Masoud Moradi |

#### Groep B
| Team                     | Pts | Pld | W | D | L | GF | GA | GD  |
| ------------------------ | --- | --- | - | - | - | -- | -- | --- |
| 1. Dalian Shide          | 7   | 3   | 2 | 1 | 0 | 10 | 2  | +8  |
| 2. Seongnam Ilhwa Chunma | 6   | 3   | 2 | 0 | 1 | 9  | 4  | +5  |
| 3. Shimizu S-Pulse       | 4   | 3   | 1 | 1 | 1 | 8  | 2  | +6  |
| 4. Osotspa FC            | 0   | 3   | 0 | 0 | 3 | 1  | 20 | −19 |

|              |                                                                               |     |            |                                                                                      |
| 9 maart 2003 | Seongnam Ilhwa Chunma                                                         | 6-0 | Osotspa FC | People's Stadium, Dalian, China Toeschouwers: 20.000 Scheidsrechter: Ravshan Irmatov |
| 9 maart 2003 | Park Nam-Yeol 22' Kim Dae-Eui 31' Kim Do-Hoon 37', 61', 83' Sasa Drakulic 53' |     |            | People's Stadium, Dalian, China Toeschouwers: 20.000 Scheidsrechter: Ravshan Irmatov |

|              |                 |     |              |                                                                                   |
| 9 maart 2003 | Shimizu S-Pulse | 0-0 | Dalian Shide | People's Stadium, Dalian, China Toeschouwers: 30.000 Scheidsrechter: Kim Jong-Sik |
| 9 maart 2003 |                 |     |              | People's Stadium, Dalian, China Toeschouwers: 30.000 Scheidsrechter: Kim Jong-Sik |

|               |                   |     |                                   |                                                                                          |
| 12 maart 2003 | Shimizu S-Pulse   | 1-2 | Seongnam Ilhwa Chunma             | People's Stadium, Dalian, China Toeschouwers: 2.000 Scheidsrechter: Ahmad Khalidi Supain |
| 12 maart 2003 | Ahn Jung-Hwan 53' |     | Sasa Drakulic 74' Kim Dae-Eui 87' | People's Stadium, Dalian, China Toeschouwers: 2.000 Scheidsrechter: Ahmad Khalidi Supain |

|               |                  |     |                                                                           |                                                                                              |
| 12 maart 2003 | Osotspa FC       | 1-7 | Dalian Shide                                                              | People's Stadium, Dalian, China Toeschouwers: 18.000 Scheidsrechter: Setiyono Midi Nitrerejo |
| 12 maart 2003 | Vimon Juncum 13' |     | Hao Haidong 27', 32', 49', 61' Yan Song 60' Zou Jie 80' Dong Fangzhuo 82' | People's Stadium, Dalian, China Toeschouwers: 18.000 Scheidsrechter: Setiyono Midi Nitrerejo |

|               |                                   |     |                       |                                                                                      |
| 15 maart 2003 | Dalian Shide                      | 3-1 | Seongnam Ilhwa Chunma | People's Stadium, Dalian, China Toeschouwers: 30.000 Scheidsrechter: Ravshan Irmatov |
| 15 maart 2003 | Hao Haidong 57', 64' Yan Song 90' |     | Kim Dae-Eui 51'       | People's Stadium, Dalian, China Toeschouwers: 30.000 Scheidsrechter: Ravshan Irmatov |

|               |             | |                 |                                                                                             |
| 15 maart 2003 | Osotsapa FC | 0-7 | Shimizu S-Pulse | People's Stadium, Dalian, China Toeschouwers: 5.000 Scheidsrechter: Setiyono Midi Nitrerejo |
| 15 maart 2003 |             | Kazumichi Takagi 23', 40' Masaaki Sawanobori 27' Alessandro Santos 50' Ahn Jung-Hwan 60', 71' Hideaki Kitajima 75' |                 | People's Stadium, Dalian, China Toeschouwers: 5.000 Scheidsrechter: Setiyono Midi Nitrerejo |

#### Groep C
| Team              | Pts | Pld | W | D | L | GF | GA | GD |
| ----------------- | --- | --- | - | - | - | -- | -- | -- |
| 1. Al Ain FC      | 9   | 3   | 3 | 0 | 0 | 6  | 1  | +5 |
| 2. Al-Sadd Doha   | 3   | 3   | 1 | 0 | 2 | 4  | 5  | −1 |
| 3. Esteghlal FC   | 3   | 3   | 1 | 0 | 2 | 5  | 7  | −2 |
| 4. Al-Hilal Riyad | 3   | 3   | 1 | 0 | 2 | 4  | 6  | −2 |

|              |                    |     |                                   |                                                                                            |
| 9 maart 2003 | Al-Sadd Doha       | 1-2 | Esteghlal FC                      | Tahnoun Bin Mohamed Stadium, Al Ain, UAE Toeschouwers: 4.500 Scheidsrechter: Toru Kamikawa |
| 9 maart 2003 | Sergio Ricardo 72' |     | Ali Samereh 6' Rasoul Khatibi 64' | Tahnoun Bin Mohamed Stadium, Al Ain, UAE Toeschouwers: 4.500 Scheidsrechter: Toru Kamikawa |

|              |                   |     |                |                                                                                            |
| 9 maart 2003 | Al Ain FC         | 1-0 | Al-Hilal Riyad | Tahnoun Bin Mohamed Stadium, Al Ain, UAE Toeschouwers: 6.500 Scheidsrechter: Shaban Qassem |
| 9 maart 2003 | Farhad Majidi 12' |     |                | Tahnoun Bin Mohamed Stadium, Al Ain, UAE Toeschouwers: 6.500 Scheidsrechter: Shaban Qassem |

|               |                                       |     |              |                                                                                     |
| 12 maart 2003 | Al Ain FC                             | 2-0 | Al-Sadd Doha | Tahnoun Bin Mohamed Stadium, Al Ain, UAE Toeschouwers: 9.000 Scheidsrechter: Lu Jun |
| 12 maart 2003 | Kandia Traoré 24' Boubacar Sanogo 89' |     |              | Tahnoun Bin Mohamed Stadium, Al Ain, UAE Toeschouwers: 9.000 Scheidsrechter: Lu Jun |

|               |                         |     |                                             | |
| 12 maart 2003 | Esteghlal FC            | 2-3 | Al-Hilal Riyad                              | Tahnoun Bin Mohamed Stadium, Al Ain, UAE Toeschouwers: 2.500 Scheidsrechter: Subkhdiin Mohd Salleh |
| 12 maart 2003 | Khatibi 18' Samereh 42' |     | Omar Al-Ghamdi 34' Ricardo 42' Abdullah 82' | Tahnoun Bin Mohamed Stadium, Al Ain, UAE Toeschouwers: 2.500 Scheidsrechter: Subkhdiin Mohd Salleh |

|               |                    |     |                                                          |                                                                                            |
| 15 maart 2003 | Al-Hilal Riyad     | 1-3 | Al-Sadd Doha                                             | Tahnoun Bin Mohamed Stadium, Al Ain, UAE Toeschouwers: 1,200 Scheidsrechter: Shaban Qassem |
| 15 maart 2003 | Abdulla Jumaan 57' |     | Abdulkader Keita 45' Sergio Ricardo 80' Nasser Kamil 90' | Tahnoun Bin Mohamed Stadium, Al Ain, UAE Toeschouwers: 1,200 Scheidsrechter: Shaban Qassem |

|               |                 |     |                                                     |                                                                                      |
| 15 maart 2003 | Esteghlal FC    | 1-3 | Al Ain FC                                           | Tahnoun Bin Mohamed Stadium, Al Ain, UAE Toeschouwers: 15.000 Scheidsrechter: Lu Jun |
| 15 maart 2003 | Ali Samereh 67' |     | Faisal Ali 65' Boubacar Sanogo 76' Gharib Harib 78' | Tahnoun Bin Mohamed Stadium, Al Ain, UAE Toeschouwers: 15.000 Scheidsrechter: Lu Jun |

#### Groep D
| Team                  | Pts | Pld | W | D | L | GF | GA | GD |
| --------------------- | --- | --- | - | - | - | -- | -- | -- |
| 1. Pakhtakor Tasjkent | 9   | 3   | 3 | 0 | 0 | 7  | 0  | +7 |
| 2. Persepolis FC      | 6   | 3   | 2 | 0 | 1 | 5  | 2  | +3 |
| 3. Al-Talaba Bagdad   | 3   | 3   | 1 | 0 | 2 | 3  | 4  | −1 |
| 4. Nisa Aşgabat       | 0   | 3   | 0 | 0 | 3 | 1  | 10 | −9 |

|              |              |                                                                   |                    |                                                                                                |
| 9 maart 2003 | Nisa Aşgabat | 0-3                                                               | Pakhtakor Tasjkent | Pakhtakor Stadium, Tasjkent, Oezbekistan Toeschouwers: 30.000 Scheidsrechter: Rungklay Mongkol |
| 9 maart 2003 |              | Bakhtiyor Hamidullaev 44' Anvarjon Soliev 57' Leonid Koshelev 72' |                    | Pakhtakor Stadium, Tasjkent, Oezbekistan Toeschouwers: 30.000 Scheidsrechter: Rungklay Mongkol |

|              |                  |                        |               |                                                                                              |
| 9 maart 2003 | Al-Talaba Bagdad | 0-1                    | Persepolis FC | Pakhtakor Stadium, Tasjkent, Oezbekistan Toeschouwers: 5.000 Scheidsrechter: Masayoshi Okada |
| 9 maart 2003 |                  | Yahya Golmohammadi 62' |               | Pakhtakor Stadium, Tasjkent, Oezbekistan Toeschouwers: 5.000 Scheidsrechter: Masayoshi Okada |

|               |                                         |     |              |                                                                                           |
| 11 maart 2003 | Al-Talaba Bagdad                        | 3-0 | Nisa Aşgabat | Pakhtakor Stadium, Tasjkent, Oezbekistan Toeschouwers: 3.000 Scheidsrechter: Bae Jae-Yong |
| 11 maart 2003 | Fawzi Abdul 10' Younis Mahmoud 24', 90' |     |              | Pakhtakor Stadium, Tasjkent, Oezbekistan Toeschouwers: 3.000 Scheidsrechter: Bae Jae-Yong |

|               |                     |     |               |                                                                                               |
| 11 maart 2003 | Pakhtakor Tasjkent  | 1-0 | Persepolis FC | Pakhtakor Stadium, Tasjkent, Oezbekistan Toeschouwers: 45.000 Scheidsrechter: Masayoshi Okada |
| 11 maart 2003 | Anvarjon Soliev 22' |     |               | Pakhtakor Stadium, Tasjkent, Oezbekistan Toeschouwers: 45.000 Scheidsrechter: Masayoshi Okada |

|               |                                                                               |     |                           |                                                                                                 |
| 13 maart 2003 | Persepolis FC                                                                 | 4-1 | Nisa Aşgabat              | Pakhtakor Stadium, Tasjkent, Oezbekistan Toeschouwers: 2.000 Scheidsrechter: Fareed Al Marzouqi |
| 13 maart 2003 | Hassan Khanmohammadi 14', 76' Yahya Golmohammadi 47' Amirhossein Aslanian 90' |     | Amanmyrat Meredov 89'(PK) | Pakhtakor Stadium, Tasjkent, Oezbekistan Toeschouwers: 2.000 Scheidsrechter: Fareed Al Marzouqi |

|               |                                                     |     |                  |                                                                                                |
| 13 maart 2003 | Pakhtakor Tasjkent                                  | 3-0 | Al-Talaba Bagdad | Pakhtakor Stadium, Tasjkent, Oezbekistan Toeschouwers: 55.000 Scheidsrechter: Rungklay Mongkol |
| 13 maart 2003 | Aleksandr Krokhmal 25', 57' Gochkuli Gochkuliev 37' |     |                  | Pakhtakor Stadium, Tasjkent, Oezbekistan Toeschouwers: 55.000 Scheidsrechter: Rungklay Mongkol |

### Halve finales
|              |                                                                     |     |                     |                                                                                              |
| 9 april 2003 | BEC Tero Sasana                                                     | 3-1 | Pakhtakor Tasjkent  | Suphachalasai Stadium, Bangkok, Thailand Toeschouwers: 15.000 Scheidsrechter: Kwon Jong-Chul |
| 9 april 2003 | Worawut Srimaka 41' Khwanchai Phuangprakob 69' Therdsak Chaiman 84' |     | Anvarjon Soliev 80' | Suphachalasai Stadium, Bangkok, Thailand Toeschouwers: 15.000 Scheidsrechter: Kwon Jong-Chul |

|               |                     |     |                 | |
| 22 april 2003 | Pakhtakor Tasjkent  | 1-0 | BEC Tero Sasana | Pakhtakor Stadium, Tasjkent, Oezbekistan Toeschouwers: 50.000 Scheidsrechter: Toru Kamikawa Agg, 3-2 BEC Tero Sasana gaat door naar de finale |
| 22 april 2003 | Server Djeperov 86' |     |                 | Pakhtakor Stadium, Tasjkent, Oezbekistan Toeschouwers: 50.000 Scheidsrechter: Toru Kamikawa Agg, 3-2 BEC Tero Sasana gaat door naar de finale |

|              |                                                               |     |                            |                                                                                            |
| 9 april 2003 | Al Ain FC                                                     | 4-2 | Dalian Shide               | Tahnoun Bin Mohamed Stadium, Al Ain, UAE Toeschouwers: 20.000 Scheidsrechter: Ahdul Rahman |
| 9 april 2003 | Boubacar Sanogo 62'(PK), 83' Mohamed Omer 64' Rami Yaslam 75' |     | Hao Haidong 17' Li Yao 88' | Tahnoun Bin Mohamed Stadium, Al Ain, UAE Toeschouwers: 20.000 Scheidsrechter: Ahdul Rahman |

|                  |                                                       |     |                                                        | |
| 30 augustus 2003 | Dalian Shide                                          | 4-3 | Al Ain FC                                              | People's Stadium, Dalian, China Toeschouwers: 46.000 Scheidsrechter: Masayoshi Okada Agg, 7-6 Al Ain gaat door naar de finale |
| 30 augustus 2003 | Wang Peng 27' Zoran Janković 77' Hao Haidong 81', 84' |     | Rodrigo Fabiano 46' Mohamed Omer 65' Farhad Majidi 87' | People's Stadium, Dalian, China Toeschouwers: 46.000 Scheidsrechter: Masayoshi Okada Agg, 7-6 Al Ain gaat door naar de finale |

### Finale
|                |                                    |     |                 |                                                                   |
| 3 oktober 2003 | Al Ain FC                          | 2-0 | BEC Tero Sasana | Tahnoun Bin Mohamed Stadium, Al Ain, Verenigde Arabische Emiraten |
| 3 oktober 2003 | Farhad Majidi 38' Mohamed Omer 74' |     |                 | Tahnoun Bin Mohamed Stadium, Al Ain, Verenigde Arabische Emiraten |

|                 |                          |     |           |                                        |
| 11 oktober 2003 | BEC Tero Sasana          | 1-0 | Al Ain FC | Rajamangala Stadium, Bangkok, Thailand |
| 11 oktober 2003 | Therdsak Chaiman 60'(PK) |     |           | Rajamangala Stadium, Bangkok, Thailand |

Al Ain FC wint de AFC Champions League (2-1)

### Topscorers
| Rank | Player           | Club                  | Goals |
| ---- | ---------------- | --------------------- | ----- |
| 1    | Hao Haidong      | Dalian Shide          | 9     |
| 2    | Boubacar Sanogo  | Al Ain FC             | 4     |
| =    | Therdsak Chaiman | BEC Tero Sasana       | 4     |
| 4    | Mohamed Omer     | Al Ain FC             | 3     |
| =    | Farhad Majidi    | Al Ain FC             | 3     |
| =    | Wuttiya Yongant  | BEC Tero Sasana       | 3     |
| =    | Ali Samereh      | Esteghlal FC          | 3     |
| =    | Kim Dae-Eui      | Seongnam Ilhwa Chunma | 3     |
| =    | Kim Do-Hoon      | Seongnam Ilhwa Chunma | 3     |
| =    | Saúl Martínez    | Shanghai Shenhua      | 3     |
| =    | Ahn Jung-Hwan    | Shimizu S-Pulse       | 3     |

Clubcompetities: AFC Champions League Elite · AFC Champions League Two · AFC Challenge League

Landencompetities: Aziatisch kampioenschap mannen · Aziatisch kampioenschap vrouwen

Voormalige competities: AFC Challenge Cup · AFC President's Cup · Aziatische supercup · AFC/OFC Cup Challenge · Aziatische beker voor bekerwinnaars · AFC Cup